# Европейская академия наук, искусств и литературы
Европейская академия наук, искусств и литературы, ЕАНИЛ (Academie Europeenne des Sciences, des Arts et des Lettres, AESAL) — международная неправительственная организация, созданная в 1980 г. и объединяющая свыше 300 членов национальных академий, 72 лауреатов Нобелевской премии из 54 стран.
Цель ЕАНИЛ — в интересах мира способствовать сотрудничеству между нациями в области образования, науки, искусства и литературы вне зависимости от расовых, национальных, языковых, религиозных и иных различий.
Сотрудничает с ЮНЕСКО, национальными академиями и другими международными и национальными структурами.
Штаб-квартира Академии находится в Париже, Франция.
Деятельность включает проведение исследований, организацию конференций, публикацию докладов. Проводит ежегодные международные симпозиумы.
Первоначальная цель Академии — наведение мостов между Западом и Востоком (в первую очередь СССР). В настоящее время Академия широко сотрудничает с представителями Америки, Африки, Азии, Океании, чтобы лучше понять и реализовать роль Европы в мире.
Президентом ЕАНИЛ в настоящее время является президент и заслуженный профессор физики Имперского колледжа Лондона Жан-Патрик Конрад (Jean-Patrick Connerade), ранее бывший президентом Евронауки.
Первым президентом ЕАНИЛ был профессор Реймон Додель (Raymond Daudel) — бывший сотрудник Ирен Жолио-Кюри, ученик Луи де Бройля. Он возглавлял Академию до своих последних дней в 2006 г.
Инициатива (1973) создания Академии принадлежит д-ру Николь Лемэр д’Агаджио (Nicole Lemaire d’Agaggio), которая является генеральным секретарем Академии со времени основания.